# Maculinea argoviensis
Maculinea argoviensis är en fjärilsart som beskrevs av Beuret 1964. Maculinea argoviensis ingår i släktet Maculinea och familjen juvelvingar. Inga underarter finns listade i Catalogue of Life.